# Dolores O'Riordan
Dolores Mary Eileen O'Riordan (IPA: oʊˈrɪərdən; Ballybricken, 6 settembre 1971 – Londra, 15 gennaio 2018) è stata una cantautrice e musicista irlandese.
È stata la cantante, autrice e chitarrista dei Cranberries. Dopo aver lasciato la formazione, seppur non ufficialmente, intraprese una carriera da solista nel 2003, tornò poi nel gruppo nel 2009.

## Biografia
Nata a Ballybricken, townland nella Contea di Limerick a circa 17 km dal capoluogo, era l'ultima di sette fratelli nati da Terence (13 novembre 1937 – 25 novembre 2011) ed Eileen O'Riordan, che le hanno impartito un'educazione cattolica. Frequentò la Laurel Hill Coláiste FCJ del South Circular Roud di Limerick.

### Il successo con i Cranberries
Dolores O'Riordan entra a far parte dei Cranberries nel 1990 in sostituzione del cantante Niall Quinn, che lascia il gruppo che aveva contribuito a fondare nel 1989 assieme a Noel e Mike Hogan e Fergal Patrick Lawler.
La band pubblica tre album: Everybody Else Is Doing It, So Why Can't We? (1993), No Need to Argue (1994) (contenente Zombie, il maggior successo del gruppo) e To the Faithful Departed (1996). Il 12 settembre 1995, a Modena, Dolores duetta con Luciano Pavarotti in occasione del Pavarotti & Friends. Nel 1999 esce il nuovo album, Bury the Hatchet, seguito da un tour.
Dopo altre due pubblicazioni, Wake Up and Smell the Coffee e il loro greatest hits Stars - The Best of 1992 - 2002, nel 2003 i componenti della band si separano, senza molto clamore e senza dichiarare ufficialmente lo scioglimento.

### Le esperienze da solista

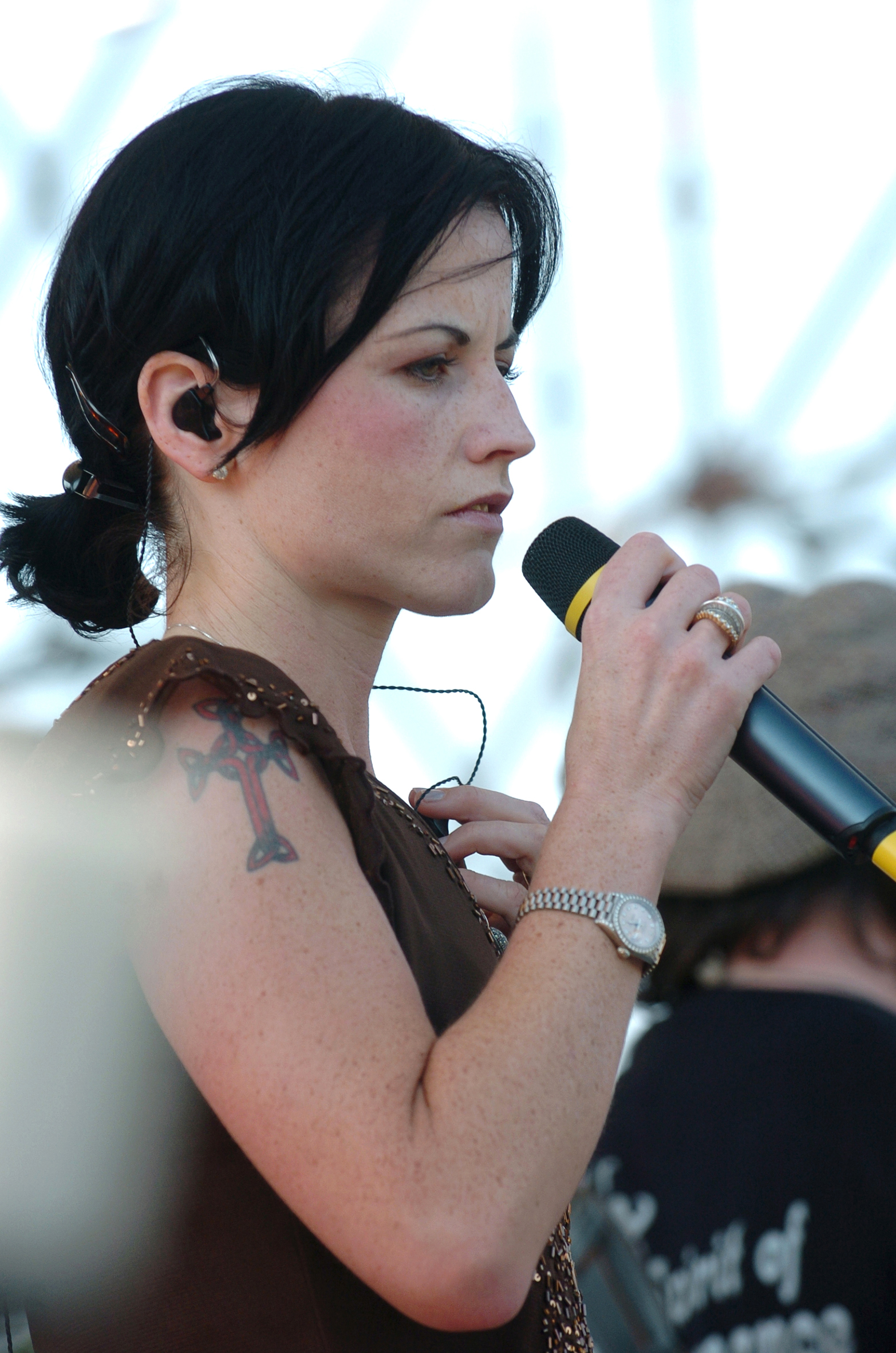
O'Riordan nel 2004

Partecipa alla colonna sonora del film del 2004 di Mel Gibson La passione di Cristo; per promuovere l'iniziativa, viene anche ospitata al Festival di Sanremo lo stesso anno. Una sua canzone, Black Widow, avrebbe dovuto far parte della colonna sonora Spider-Man 2, ma a causa del taglio di alcune scene del film, il progetto non va in porto.
Nel 2004 appare nell'album Zu & Co. di Zucchero Fornaciari, con la canzone Pure Love, eseguita anche dal vivo in duetto alla Royal Albert Hall durante lo Zu & Co. Tour, oltre che inserita nella colonna sonora del film Evilenko.
Fa un cameo nel film di Adam Sandler Cambia la tua vita con un click, uscito il 23 giugno 2006, interpretando se stessa e cantando la sua hit Linger in una versione completamente rinnovata.
Il suo primo album da solista, intitolato Are You Listening?, viene pubblicato il 4 maggio 2007 dalla Sanctuary Records, poco prima di essere acquisita dalla Universal Music. L'album viene anticipato da Ordinary Day, reso disponibile dal 16 marzo. Alla realizzazione del disco parteciparono come batterista l'ex-membro dei Therapy? Graham Hopkins, il bassista Marco Mendoza, il chitarrista Steve Demarchi e Denny Demarchi alle tastiere e ai fiati. In un'intervista radiofonica del 15 marzo descrisse le tracce come più sperimentali ed elettroniche delle sue precedenti.
L'album è formato da dodici tracce molto varie; una delle prime canzoni dell'album, Black Widow, fu composta nel 2003 dopo la morte per cancro della suocera; questa canzone segnò il punto di svolta dell'album, volgendolo ai ritmi più aggressivi di In the Garden e Loser, ed escludendo altre tracce più lente scritte in precedenza come Letting Go, anche questa sulla morte della suocera, e Without You, sulla nostalgia per la famiglia. Al primo singolo Ordinary Day, dedicato alla figlia Dakota, fece seguito nell'agosto 2007 il secondo estratto When We Were Young, canzone più ritmica rispetto alla precedente.
Nell'ottobre 2007 Dolores duetta con Giuliano Sangiorgi (leader dei Negramaro) nel brano intitolato Senza fiato. La canzone fece parte della colonna sonora di Cemento armato, film che segna l'esordio da regista dello sceneggiatore Marco Martani. Senza fiato è stata scritta dal cantante dei Negramaro e dalla ex voce dei Cranberries. 
Nel gennaio 2009 viene rilanciato il suo sito web ufficiale con notizie, video e foto recenti e una webradio. Il suo secondo album solista, No Baggage, fu pubblicato il 25 agosto 2009; contiene dieci brani inediti più una ri-registrazione di Apple of My Eye, canzone contenuta nell'album precedente. L'album viene anticipato a giugno dal singolo The Journey, il cui video viene girato nella baia di Howth, vicino a Dublino. Segue un secondo singolo, Switch Off the Moment, uscito a ottobre.

### Il ritorno dei Cranberries e altre attività

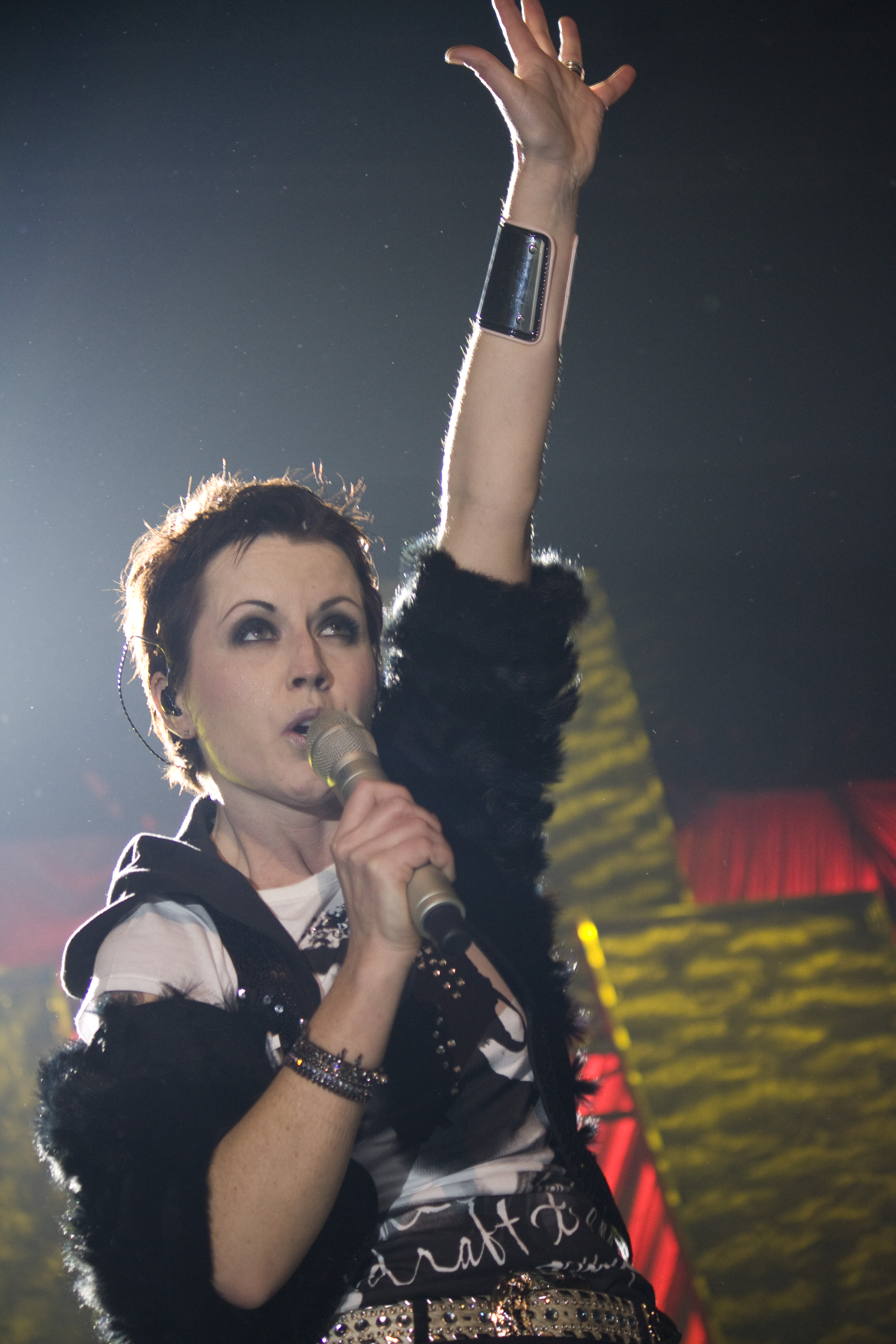
Dolores O'Riordan con i Cranberries nel 2010

Il 25 agosto 2009, durante un'intervista sul suo secondo album pubblicato nel mondo lo stesso giorno, Dolores O'Riordan annuncia la reunion dei The Cranberries, che riprendono regolarmente l'attività musicale. 
Il 21 febbraio 2012 esce in Italia il sesto progetto in studio della band, Roses, con una settimana d'anticipo rispetto al resto del mondo. L'album arriva a distanza di oltre un decennio dal precedente lavoro in studio, uscito nel 2001.
Dal 18 ottobre 2013, Dolores è tra i giudici del talent show The Voice edizione Irlanda.
Parallelamente alla sua attività nella band, nell'aprile 2014 inizia a registrare nuovo materiale musicale anche come parte dei D.A.R.K., una collaborazione tra Andy Rourke degli Smiths e Olé Koretsky, un DJ e produttore newyorkese, che diventano un trio con l'arrivo della cantante irlandese. Il primo album della band, Science Agrees, esce nel settembre 2016.
Insieme ai Cranberries, l'artista pubblicherà ancora un album in studio, Something Else, commercializzato nella primavera del 2017. Sarà l'ultimo disco che vedrà uscire, poiché morirà meno di un anno dopo nel gennaio 2018. Tuttavia, nel 2019 fu pubblicato postumo l'ottavo album della band, In the End, al quale la cantante aveva contribuito alla realizzazione nei mesi precedenti al suo decesso.
Il 6 settembre 2023, in occasione di quello che sarebbe stato il suo 52º compleanno, viene annunciato postumo un album di inediti da solista che la cantante avrebbe registrato alcuni anni prima della sua morte.

### La morte

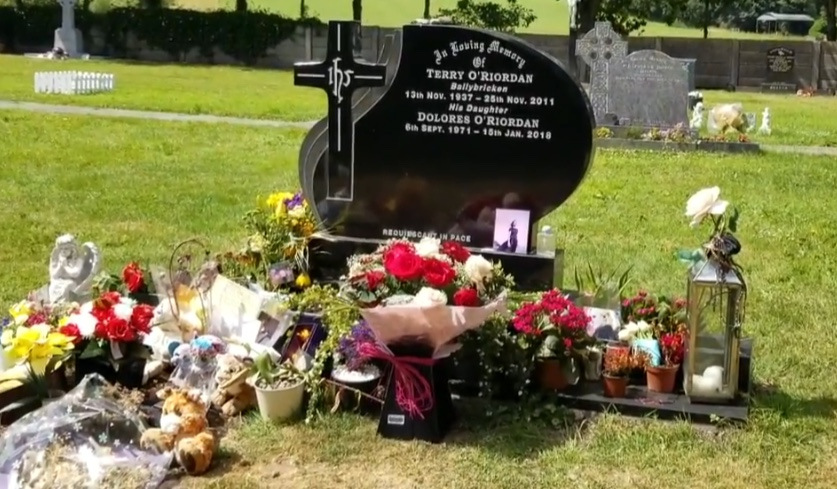
La tomba di O'Riordan e di suo padre

Dolores O'Riordan muore improvvisamente all'età di 46 anni il 15 gennaio 2018. Viene trovata senza vita nella vasca da bagno nella stanza numero 2005 del London Hilton di Park Lane a Londra, città in cui si trovava dal giorno prima per una breve sessione di registrazione. All'inizio di settembre dello stesso anno vengono resi pubblici i referti autoptici, i quali attestano che la morte è avvenuta per annegamento, e che è stato un drammatico incidente dovuto all'assunzione in dosi massicce di alcool.
Dopo la scomparsa, viene allestita la camera ardente nella chiesa di San Giuseppe a Limerick, dove centinaia di fan e amici di O'Riordan rendono omaggio alla cantante.
Nella chiesa della città natale dell'artista, la St Ailbe’s Church, amici e colleghi cantano in coro No Need to Argue. Tra di loro c'è anche la moglie di Bono, Ali Hewson, insieme ai componenti della band di O'Riordan. In seguito il feretro viene sepolto nel cimitero di Caherelly. Dopo la sua morte, i Cranberries dichiarano che "non c'è ragione di continuare senza Dolores", interrompendo l'attività.

## Vita privata
Cresciuta nella fede cattolica, il nome di battesimo fu scelto dalla madre in onore di Maria, Madonna dei Sette Dolori. Dagli 8 ai 12 anni subì abusi da un amico di famiglia; il brano Fee Fi Fo è ispirato a questo triste capitolo della sua esistenza. Successivamente, per un periodo imprecisato, si ammalò di anoressia.
Fu grande estimatrice di papa Giovanni Paolo II, che incontrò personalmente in Vaticano in occasione della sua esibizione al Concerto di Natale del 2001. Si esibì inoltre ai concerti di Natale tenutisi nella Città del Vaticano nel 2002, nel 2005 e infine nel 2013, su invito di papa Francesco.
Il 18 luglio 1994 sposò il tour manager dei Duran Duran, Don Burton. La coppia ebbe tre figli e divorziò nel 2014, dopo venti anni di vita insieme.
Nel 1998 Dolores comprò un allevamento di cavalli di 61 ettari (denominato Riversfield Stud) a Kilmallock, nella Contea di Limerick. Ci visse per sei anni per poi venderlo nel 2004. Nel 2006 era annoverata tra le dieci donne più ricche d'Irlanda.

## Controversie
Il 10 novembre 2014 Dolores fu arrestata all'aeroporto Internazionale di Shannon per aver aggredito verbalmente e insultato una hostess e un poliziotto. Non subì una condanna carceraria, poiché le fu diagnosticato un disturbo bipolare: tuttavia, dovette pagare una multa.

## Discografia

### Solista

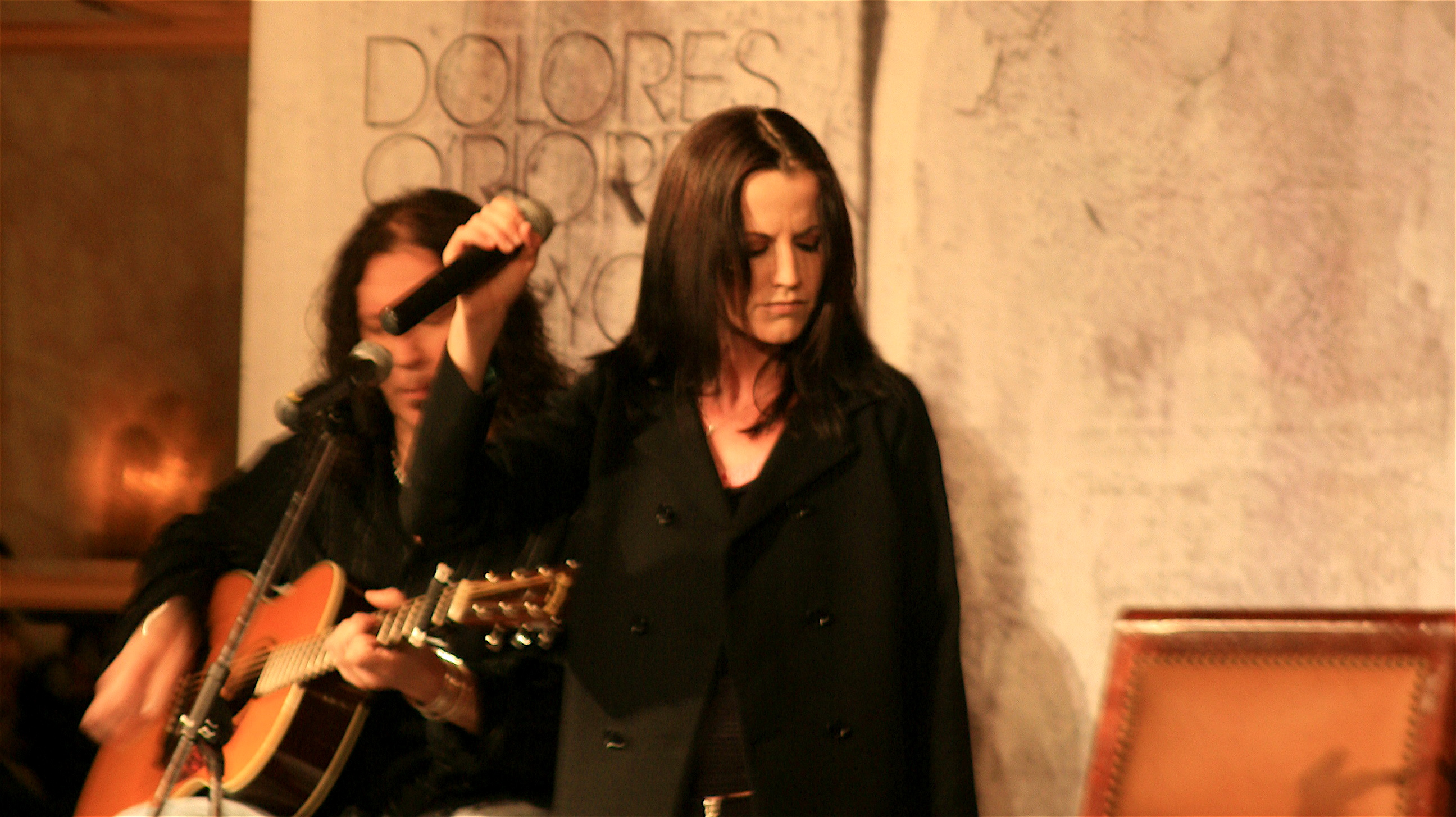
Dolores O'Riordan nel 2007

#### Album in studio
- 2007 – Are You Listening?
- 2009 – No Baggage

#### Singoli
- 2007 – Ordinary Day
- 2007 – When We Were Young
- 2009 – The Journey
- 2009 – Switch Off the Moment

#### Collaborazioni
- 1994 – The Sun Does Rise, dall'album Take Me to God degli Jah Wobble's Invaders of the Heart[29]
- 2003 – Mirror Lover, dall'album Tripomatic Fairytales 3003 dei Jam & Spoon[30]
- 2004 – Pure Love, versione inglese di Puro amore di Zucchero Fornaciari, dall'album Zu & Co. del cantante
- 2007 – Senza fiato, dall'edizione deluxe dell'album La finestra dei Negramaro e dalla colonna sonora del film Cemento armato

### Con i Cranberries

#### Album in studio
- 1993 – Everybody Else Is Doing It, So Why Can't We?
- 1994 – No Need to Argue
- 1996 – To the Faithful Departed
- 1999 – Bury the Hatchet
- 2001 – Wake Up and Smell the Coffee
- 2012 – Roses
- 2017 – Something Else
- 2019 – In the End (postumo)

#### Raccolte
- 2002 – Stars - The Best of 1992-2002
- 2008 – Gold
- 2021 – Remembering Dolores (postumo)

### Con i D.A.R.K.

#### Album in studio
- 2016 – Science Agrees